# Quisqueya (botanica)
Quisqueya Dod, 1979 è un genere di orchidee originarie dell'America centrale.
Il nome deriva dal nome taino di Hispaniola.

## Descrizione
Tutte le specie di questo genere sono piante erbacee perenni. Da un rizoma sorgono le radici grosse e carnose che sviluppano rughe caratteristiche con l'età. Hanno da una a quattro foglie che sono strette, lanceolate e coriacee. L'infiorescenza ha tra uno e otto fiori.

## Distribuzione e habitat
Sono piante epifite endemiche dell'isola di Hispaniola.

## Tassonomia
Il genere comprende le seguenti specie:
- Quisqueya ekmanii Dod
- Quisqueya holdridgei Dod
- Quisqueya karstii Dod
- Quisqueya rosea (Mansf.) Dod